# Ormaryd
Ormaryd är en ort på Småländska höglandet i Nässjö kommun i Jönköpings län, Norra Solberga socken. 2015 återfick orten sin status som tätort då folkmängden ökat till över 200 personer. Ormaryd är beläget mellan järnvägsstaden Nässjö och den gamla handelsstaden Eksjö, ca 60 km öster om Jönköping.

## Historia
Ormaryds historia går tillbaka till 1300-talet. Namnet förekom på 1380-talet i den latinska formen de Ormaryd. Ortnamnet innehåller sannolikt pluralformen av ordet orm (fsv ormber) eller möjligen genitiv av det runsvenska mansnamnet Ormi. Efterleden är ryd som betyder röjning eller öppen plats. Det nämns första gången i ett svenskspråkigt dombrev från tinget i Höreda 1409. Det finns ingen annan ort i Sverige med namnet Ormaryd.

### Järnväg
Före järnvägens tillkomst  fanns det inte något samhälle i Ormaryd. Med den normalspåriga järnvägen Nässjö - Oskarshamn (NOJ) växte samhället upp vid stationen, som öppnades den 7 maj 1873. 
År 1909 byggdes en smalspårig (600 millimeter) järnväg mellan Ormaryd och Annebergs tändsticksfabrik i Anneberg. Denna järnväg, Anneberg-Ormaryds järnväg var i drift till och med 1934, varefter spåren revs upp.

### Befolkningsutveckling
| Befolkningsutvecklingen i Ormaryd 1950–2020 | Befolkningsutvecklingen i Ormaryd 1950–2020 | Befolkningsutvecklingen i Ormaryd 1950–2020 | Befolkningsutvecklingen i Ormaryd 1950–2020 | Befolkningsutvecklingen i Ormaryd 1950–2020 |
| --- | ------------------------------------------- | ------------------------------------------- | ------------------------------------------- | ------------------------------------------- |
| |                                             |                                             |                                             |                                             |
| År |                                             |                                             | Folkmängd                                   | Areal (ha)                                  |
| 1950 | 1950                                        |                                             | 248                                         | ##                                          |
| 1960 | 1960                                        |                                             | 157                                         | ¤                                           |
| 1980 | 1980                                        |                                             | 208                                         |                                             |
| 1990 | 1990                                        |                                             | 235                                         | 43                                          |
| 1995 | 1995                                        |                                             | 203                                         | 32                                          |
| 2000 | 2000                                        |                                             | 188                                         | 32#                                         |
| 2005 | 2005                                        |                                             | 195                                         | 32#                                         |
| 2010 | 2010                                        |                                             | 186                                         | 32#                                         |
| 2015 | 2015                                        |                                             | 216                                         | 63                                          |
| 2020 | 2020                                        |                                             | 213                                         | 63                                          |
| Anm.: Ny tätort 1980. Ej tätort 2000. Åter tätort 2015. ## Som tätort/befolkningsagglomeration 1920–1950. ¤ Som tätortsbebyggelse med 150-199 invånare # Som småort. |                                             |                                             |                                             |                                             |

Samhället har i dag cirka 200 invånare. Flera unga familjer har valt Ormaryd som bostadsort och tillsammans med Stensjön tillhör Ormaryd de orter i Nässjö kommun som visar en positiv utvecklingstrend. Till exempel är cirka 85% av befolkningen under 65 år. Motsvarande siffra för hela kommunen är 79,0%.

## Samhället

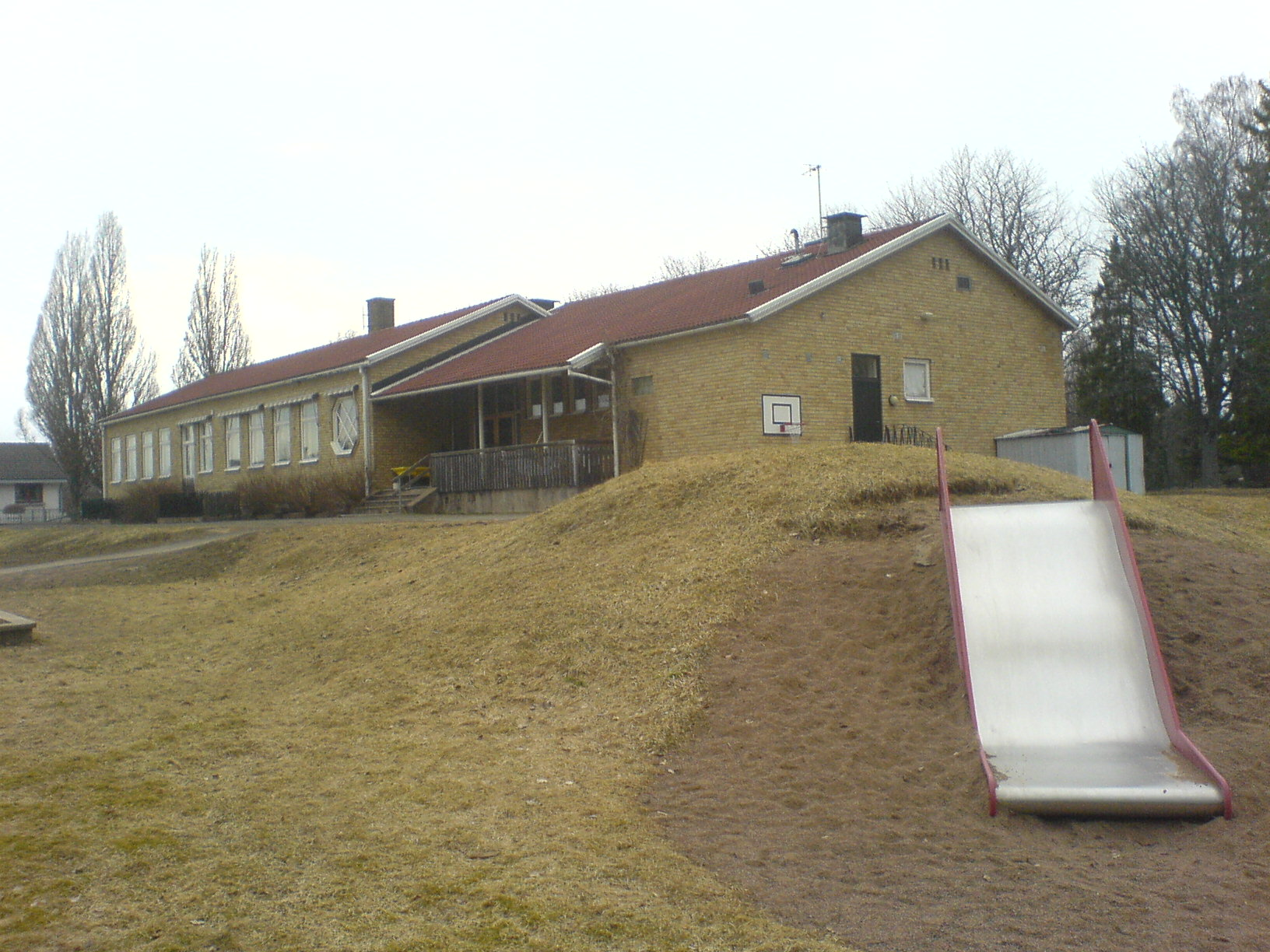
Ormaryds förskola

I Ormaryd har det funnits en skola, som idag är en förskola. 
I bygden fanns till 2009 speceriaffären Ormaryds Livs, som var en ekonomisk förening och ägdes av ormarydsborna själva genom tecknade andelar.
Badplatsen i Ormaryd ligger vid Sjunnarydssjön.

## Näringsliv
I området finns även ett tjugotal företag, bland annat Ormaryds loppis

## Idrott
Ormaryds IF är en idrottsförening som bildades den 10 juli 1953 med sporterna bandy, bordtennis, orientering och skidor på programmet. Med tiden profilerade sig Ormaryds IF som en fotbollsförening. Störst framgångar hade man med damlaget som spelade så högt som i division 1. Numera satsar föreningen på barnaktiviteter och breddidrott i form av boule, discgolf och motionsaktiviteter som cirkelträning och tipspromenader.